# Alain Deleu
Pour les articles homonymes, voir Deleu.
Alain Deleu (né en 1946) est un syndicaliste français.
Il est secrétaire général (1990-1993), puis président de la Confédération française des travailleurs chrétiens (1993-2002).

## Biographie
Alain Pascal Deleu naît le 22 juin 1946, à La Madeleine, dans le Nord. Marié et père de cinq enfants, il enseigne les sciences naturelles dans un établissement privé de Roubaix, à partir de 1967, puis à la Martinique en 1970-1972.

### Activités publiques (depuis 1968)
Il adhère en 1968 à la Confédération française des travailleurs chrétiens (CFTC). D'abord président du Syndicat national des enseignants chrétiens (SNEC-CFTC), il devient secrétaire général adjoint (1981-1990), secrétaire général (1990-1993 ; Jacques Voisin lui succède), puis président (1993-2002) du syndicat. Il prend part au mouvement de l'École libre de 1984. À la tête de la centrale, il s'attèle à sa « modernisation ». En novembre 1995, pour s'opposer aux velléités de flexibilisation du Code du travail par le gouvernement, il lance la formule « Nous sommes tous des Coréens du Sud », reprise par la suite. Il en devient ensuite président d'honneur.
Nommé en 1994 au Conseil économique et social (CES), il le vice-préside de 2002 à 2006, et y rédige le rapport Vers une mondialisation plus juste ?, qualifié de « très bonne source d’informations pour les géographes » dans L'Information géographique.
En 2004, il participe à l'élaboration du rapport Camdessus, intitulé « Vers une nouvelle croissance pour la France ». Membre de la Commission nationale consultative des droits de l'homme depuis 2012, où il est co-signataire en 2013 d'un avis minoritaire contre le mariage pour tous. Il est par ailleurs membre du comité d'honneur de Philanthropos et du comité de parrainage de la Coordination pour l'éducation à la non-violence et à la paix[réf. souhaitée]. Il s'adonne à la caricature à titre amateur,.

## Œuvres
- Travail, reprends ta place ! : libres paroles d'un syndicaliste, Paris, Fayard, 1997, 291 p. (ISBN 2-213-59982-3, BNF 36698661)
- Avec Laurent Ulrich, Thérèse Lebrun et Henri Madelin, L'espérance ne déçoit pas : un évêque face à la sécularisation et au monde de l'économie, Montrouge, Bayard, 2014, 293 p. (ISBN 978-2-227-48724-6, BNF 43840206)

### Préfaces
- Jacques-Jean Caubet, Penser l'entreprise autrement, Paris, Noel, coll. « Entreprendre corps et âme », 246 p. (ISBN 2-909071-08-1, BNF 36655920)
- André Vierling, Un siècle de syndicalisme chrétien en Alsace-Moselle, 1902-1912, Strasbourg, Coprur, 2002, 262 p. (ISBN 2-84208-100-5, BNF 38924307)
- Gérard Cholvy, Un maître d'énergie spirituelle : frère Exupérien, Adrien Mas, 1829-1905, Paris, Salvator, 2008, V + 249 (ISBN 978-2-7067-0593-9, BNF 41320870)

## Appareil critique